# Sozopol

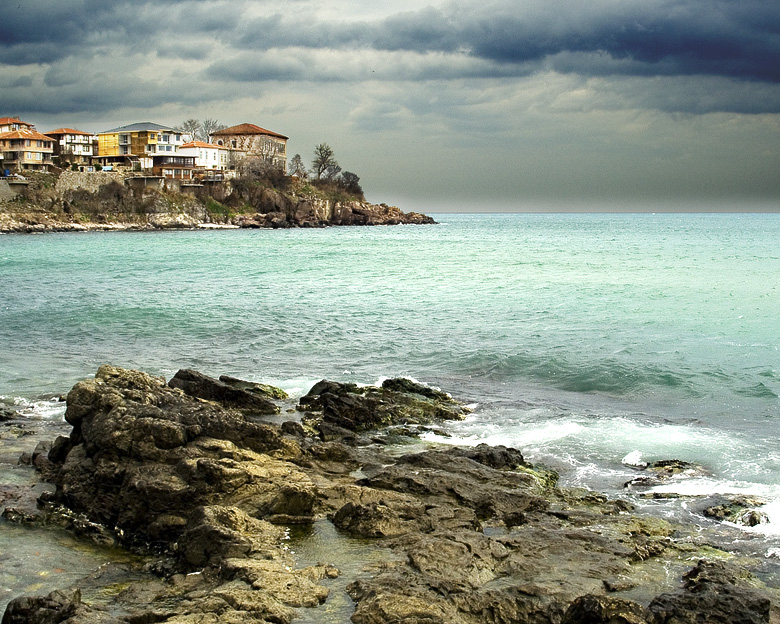
Sozopol.

Sozopol är en stad i södra Bulgarien, och ligger i Burgasregionen intill Svarta havet. Befolkningen uppgick till 5 396 invånare i slutet av 2007. Den har en välbevarad gammal stadskärna och två badstränder mitt i staden.
Orten har gjort sig känd för sina fikon.